# Cheiru
Cheiru, jedna od nekoliko plemenskih skupina Caingua Indijanaca, šire skupine Guarani, koje je oko 1912. godine živjelo od ušća rijeke Iguatemí u južnobrazilskoj državi Mato Grosso do Sul.
Spominje ih i locira Kurt Nimuendajú 1914.